# Tatjana Gromača
Tatjana Gromača (Sisak, 17. srpnja 1971.) hrvatska je književnica. Dobitnica je nagrade Vladimir Nazor za najbolje prozno djelo. Knjige su joj prevedene na više stranih jezika.

## Životopis
Rođena je u Sisku. Osnovnu školu i gimnaziju završava u rodnom gradu. Diplomirala je komparativnu književnost i filozofiju na Filozofskom fakultetu u Zagrebu. Do 2008. piše za Feral Tribune, uglavnom reportaže, književne oglede i druge tekstove s kulturnog i humanističkog područja. Od 2009. piše za Novi list. Od 2000. živi u Puli. Bila je stipendistica Akademije umjetnosti u Berlinu 2001.

## Književnost
U književnosti se najprije javlja kao pjesnikinja. Zbirkom "Nešto nije u redu?" (2000.) pozicionira se kao pripadnica mlade generacije stvarnosnih pjesnika koja se u hrvatskoj književnosti formirala na prijelazu tisućljeća. Zbirka je prevedena na češki, slovenski i makedonski jezik, a izbor pjesama i na brojne druge jezike. Uvrštena je u vodeće antologije suvremenog hrvatskog pjesništva.
Prozi se okreće romanom “Crnac” (2004.), utemeljenom na odrastanju u Sisku i ratnom razdoblju u Zagrebu prve polovice 1990-ih. Po njemu je u Hrvatskom narodnom kazalištu Ivana Zajca u Rijeci 2009. postavljena nagrađivana predstava. “Bijele vrane: Priče iz Istre” (2005.) zbirka je reportaža prvotno objavljivanih u Feral Tribuneu. Reportaže naoko jednostavnog ishodišta bilježe bogat svijet istarske svakodnevnice, sačinjen od priča malih ljudi i malih događaja širom poluotoka. Knjiga je prevedena i na slovenski jezik. Roman “Božanska dječica” jedno je od najzapaženijih proznih ostvarenja domaće književnosti 2012. godine. Pisano ekonomičnim, sažetim stilom problematizira temu žene u društvu koje ne prihvaća one koje su drugačije.
Članica je Hrvatskog društva pisaca. Sudjeluje na predstavljanjima hrvatske književnosti u regiji i svijetu. Potpisnica je Deklaracije o zajedničkom jeziku, u kojoj se tvrdi da se u Hrvatskoj, Bosni i Hercegovini, Srbiji i Crnoj Gori govore nacionalne standardne varijante zajedničkog policentričnog standardnog jezika.

## Djela
- "Nešto nije u redu?", zbirka pjesama, 2000.
- "Bijele vrane: Priče iz Istre", zbirka reportaža, 2005.
- "Crnac", roman, 2004.
- "Last & Lost" (koautorica), prvotno objavljeno u Njemačkoj 2006.
- "Božanska dječica", roman, 2012.
- "Ushiti, zamjeranja, opčinjenosti", zbirka kratkih priča/eseja, 2014.[6]
- "Bolest svijeta", roman, 2016.
- "Carstvo nemoći", roman, 2017.[7]

## Nagrade
- 2012. Nagrada Vladimir Nazor Ministarstva kulture za roman “Božanska dječica”
- 2012. Nagrada Jutarnjeg lista za najbolje prozno djelo godine, za roman “Božanska dječica”

## Vanjske poveznice
- Utjeha kaosa, Antologjia suvremenog hrvatskog pjesništva